# سیارک ۱۳۰۳۸
سیارک ۱۳۰۳۸ (به انگلیسی: 13038 Woolston، نامگذاری:1990EN4) سیزده هزار و سی و هشتمین سیارک کشف شده‌است که در ۲ مارس ۱۹۹۰ کشف شد.
قدر مطلق سیارک برابر ۲۸٫۲ است.